# Кубенский, Иван Семёнович Шалуха
Князь Иван Семёнович Кубенский по прозванию Шалуха (и Меньшой) — посол и воевода во времена правления Ивана III Васильевича, Василия III Ивановича и правительницы Елены Васильевне Глинской при малолетнем Иване IV Васильевиче Грозном.
Из княжеского рода Кубенские. Младший сын родоначальника княжеского рода Кубенские — князя Семёна Дмитриевича, который по владению волостью Куба и начал писаться князем Кубенским. Имел старшего брата, князя Ивана Семёновича Большого, упомянутого в 1489 году вторым воеводою судовой рати в Вятском походе, женатого на княжне Ульяне (ум. 1537), дочери Андрея Васильевича, князя углицкого, брата Ивана III и вследствие этого являющегося царской роднёй.

## Биография
Показан в дворянах. В 1492 году участвовал в первом, а в 1495 году во втором государевом Новгородском походе. В феврале 1500 году участвовал, вместе с братом, на свадьбе дочери великого князя — княжны Феодосии Ивановны и князя Василия Даниловича Холмского, был тридцать шестым в свадебном поезде. В марте этого же года отправлен послом в Крымское ханство к хану Менгли I Гераю, вместе с братом и караваном московских купцов. В 1519 году пятый воевода на берегу Оки от вторжения крымских татар. В 1524 году первый воевода Сторожевого полка в Казанском походе. В январе 1526 года на бракосочетании великого князя Ивана Васильевича с княжной Еленой Васильевной Глинской, ходил перед Государём первым, нёс вино в склянице к венчанию. В 1536 году первый воевода войск правой руки в походе из Новгорода на Литву.
Записан, вместе с другими представителями рода в синодиках Чудова монастыря в Москве, а также в синодике Введенской Печёрской церкви в Ближних пещерах Киево-Печёрской лавры.

## Семья
От брака с неизвестной Марией имел единственного сына:
- Князь Кубенский Василий Иванович — в 1544 году голова в Государевом полку в Казанском походе. В сентябре 1551 года первый воевода седьмого полка войск правой руки в Полоцком походе, по родословной росписи показан бездетным.